# Josué Reyes
Josué Emmanuel Reyes Santacruz (ur. 10 grudnia 1997 w Ciudad Obregón) – meksykański piłkarz występujący na pozycji środkowego obrońcy, od 2024 roku zawodnik Dorados.